# Peter Quantschnigg
Peter Quantschnigg (* 26. Mai 1955 in Wien; † 26. März 2009) war ein österreichischer Steuerrechtsexperte.

## Leben
Quantschnigg maturierte 1973 an einem Wiener Bundesrealgymnasium. Am 2. Mai 1974 begann er seine berufliche Tätigkeit in der Lohnsteuerstelle des Wiener Finanzamtes für den II. und XX. Bezirk. Nebenberuflich absolvierte er ein Studium der Rechtswissenschaft von 1974 bis 1978 und besuchte Fachkurse an der Finanzschule. Nach einer kurzen Tätigkeit als Strafreferent wechselte er 1980 in das Bundesministerium für Finanzen und war in den Fachabteilungen für Verfahrensrecht, Einkommensteuer und Körperschaftsteuer tätig. 1989 wurde er zum Leiter der Abteilung für Steuerpolitik ernannt. Mit Wirkung 1. Jänner 2005 wurde Quantschnigg zum Generalsekretär des Bundesministeriums für Finanzen bestellt. Diese Funktion hatte er bis Juni 2008 inne und ab 2006 bis zu seinem Ableben war Quantschnigg Sektionsleiter der Sektion VI des Finanzministeriums.
Quantschnigg hatte eine Lehrbefugnis als Dozent für Finanzrecht 1995 in Wien erhalten und von 2003 bis 2004 übte er eine Gastprofessur an der Johannes Kepler Universität in Linz aus.
Neben zahlreichen weiteren Werken verfasste Quantschnigg gemeinsam mit Wilhelm Schuch das 1993 erschienenen "Einkommensteuer-Handbuch" – einen Kommentar zum österreichischen Einkommensteuergesetz (EStG 1988), der heute noch als eines der Standardwerke zu diesem Gesetz gilt.